# Laurel und Hardy: Retter in der Not
Laurel und Hardy: Retter in der Not (auch bekannt als Eine gute Wendung, Von Gefahren umlauert oder Dick und Doof bei Tante Klara) ist eine US-amerikanische Kurzfilm-Komödie von James W. Horne aus dem Jahr 1931. In den Hauptrollen spielt das Komikerduo Laurel und Hardy.

## Handlung
Stan und Ollie leben als Opfer der Great Depression ohne jedes Geld unter freiem Himmel mit ihrem Auto, einem Zelt und wenigen weiteren Habseligkeiten. Als wäre das nicht schlimm genug, vernichtet Stan versehentlich die Suppe und brennt ebenfalls das Zelt ab. So bleibt den Freunden nichts anderes als das Betteln bei anderen Leuten. Sie klingeln bei dem Haus einer freundlichen alten Dame, die ihnen sogleich eine Mahlzeit zubereitet. Während Stan und Ollie essen, hören sie aus dem Nebenzimmer, wie der boshafte Vermieter die alte Frau wegen nicht bezahlter Rechnungen auf die Straße setzen will. Weil die Frau ihnen etwas Gutes getan hat, beschließen Stan und Ollie, die vom Vermieter verlangten 100 US-Dollar für sie zu sammeln. Was die beiden nicht wissen: Die alte Dame ist Mitglied einer lokalen Theatergruppe, die momentan für ihr neues Stück probt, zu dem auch die Szene mit dem bösen Vermieter (in Wahrheit ein weiterer Theaterschauspieler) gehört. Dennoch machen sich Stan und Ollie mit ihrem Auto auf dem Weg in die Stadt.
Mit einer pompösen Rede macht Ollie auf das Schicksal der alten Dame aufmerksam und versucht, mit dem Verkauf ihres Autos die 100 Dollar zu bekommen. Bei der Auktion bietet ein betrunkener Passant zwar 100 US-Dollar, doch bietet Stan – ohne das Geld zu haben – versehentlich und unwissend 125 Dollar, womit das Auto wieder in ihren Händen ohne Profit ist. Der betrunkene Passant steckt in seinem Rausch seine Geldbörse in Stans Anzugtasche. Ollie sieht das Geld in der Tasche und klagt Stan an, dass er der alten Dame ihr letztes Geld gestohlen hätte, sodass sie ihren Vermieter nicht bezahlen konnte. Ollie schleift Stan zurück zum Haus der alten Dame, wo sich das „Schauspiel“ aufklärt und der Verdacht des Diebstahls von Stan genommen werden kann. Am Ende des Filmes rächt sich Stan gewaltsam an Ollie, über dem die Garage der alten Dame zusammenstürzt. Er bewirft Ollie mit Holzblöcken, trifft sich dabei jedoch selbst. Schließlich machen sich beide benommen davon.

## Hintergrund
In seinem Auftritt als spendierfreudiger Betrunkener hat Komiker Billy Gilbert seinen ersten Auftritt bei Laurel und Hardy. Gilbert sollte in den folgenden Jahren in vielen weiteren Laurel-und-Hardy-Filmen spielen, darunter Der zermürbende Klaviertransport und Die Klotzköpfe. Als alte Dame wurde Mary Carr besetzt, die bereits in der Stummfilmzeit mit ihren Darstellungen von langleidenden alten Damen bekannt war. Obwohl sie hier bereits sehr alt erscheint, überlebte die Charakterdarstellerin Hardy um 17 Jahre und Laurel um acht Jahre – Mary Carr starb 1973 mit 99 Jahren.
Das Ende ist insofern bemerkenswert, als dass ausnahmsweise Stan Ollie schlägt und nicht – wie sonst üblich – umgekehrt. Stan fügte das Ende für seine Tochter Lois Laurel (1927–2017) ein: Das Kind hatte Angst vor Oliver, weil der ständig ihren Vater auf der Leinwand schlug. Mit der „Rache“ von Stan in One Good Turn war auch Lois zufrieden, sodass sie sich später mit Oliver anfreundete, der wie ein Onkel zu ihr war, wie sie es später beschrieb.

## Deutsche Fassungen
- Der Film erschien erstmals 1935 gekürzt und mit Untertiteln versehen unter dem Titel Laurel und Hardy auf der Walz.[2]
- 1949 folgte eine weitere untertitelte Fassung, wobei der Film mit Laurel und Hardy: Hinter Schloss und Riegel und Dick und Doof gehen vor Anker zusammengeschnitten wurde.[2]
- Eine synchronisierte Fassung eines Zusammenschnittes mit Laurel und Hardy: Hinter Schloss und Riegel und Dick und Doof gehen vor Anker wurde  bei der Internationalen Film-Union (IFU) erstellt. Die Texte schrieb Eduard Wesener. Walter Bluhm sprach Stan Laurel und Arno Paulsen ist als Oliver Hardy zu hören. Lina Carstens synchronisierte die "alte Dame". Diese Fassung wurde 2007 auf anixe HD ausgestrahlt.[2]
- Dick und Doof als Retter in der Not ist der Titel der zweiten Synchronfassung, die 1961 bei der Beta Technik erstellt wurde. Die Dialoge stammen von Wolfgang Schick, Regie führte Manfred R. Köhler und die Musik steuerte Conny Schumann bei. Ollie und Stan wurden wieder von Paulsen und Bluhm synchronisiert. Diese Fassung wurde auf DVD veröffentlicht.[2]
- Als Dick und Doof – Jubel, Trubel, Heiterkeit erschien 1964 eine weitere Synchronfassung. Diese wurde von der Internationalen Film-Union erstellt. Die Dialoge lieferte Helmut Harun. Stan und Ollie wurden von Bluhm und Paulsen gesprochen.[2]
- Das 125-Dollar-Missverständnis ist der Titel einer weiteren Synchronfassung, die 1968 in der Synchronabteilung von MGM entstand. Walter Bluhm sprach Stan und Gerd Duwner Ollie. Die Dialoge schrieb Michael Günther.[2]